# Санга (река)
Санга (на френски: Sangha) е река в Централна Африка, протичаща по територията на ЦАР и Република Конго и частично по границата на двете държави с Камерун, десен приток на Конго. Дължината ѝ е 790 km (заедно с дясната съставяща я река Кадеи 1342 km), а площта на водосборния басейн – 213 400 km². Река Санга се образува на 379 m н.в. в крайната югозападна част на ЦАР, от сливането на двете съставящи я реки Мамбере (488 km, лява съставяща) и Кадеи (552 km, дясна съставяща). Двете реки водят началото си от крайните югоизточни части на планините Адамауа в западната част на ЦАР. По цялото си протежение река Санга тече на юг през равнинни райони, обрасли с гъсти екваториални гори с бавно и спокойно течение, като цялата ѝ денивелация е едва 90 m на протежение от 790 km (0,11 m/km). Влива се отдясно в река Конго, на 289 m н.в., при конгоанското градче Мосака, като образува със съседната река Ликвала обща делта. Основни притоци: леви – Мамбере (488 km), Ндаки, Ликвала оз Ерб; десни – Кадеи (552 km), Джа (Нгоко, 720 km). Подхранването ѝ е предимно дъждовно. Среден годишен отток в долното течение – 1662 m³/s, минимален – 380 m³/s, максимален – 4290 m³/s (през октомври и ноември). Река Санга е плавателна целогодишно по цялото си протежение за плитко газещи речни съдове. Долината ѝ е слабо населена, като най-големите селища са градовете Нола и Баянга (в ЦАР), Весо (в Република Конго).